# 北美黑鸭
，是雁形目鸭科的一种鸟类。

## 特征
北美黑鸭体重约1240.96克，翼长约267.2毫米，嘴峰长约59.4毫米，喙宽度约20.4毫米，喙厚度约17毫米，跗蹠长约41.9毫米，尾长约73.5毫米。北美黑鸭是部分迁徙的鸟类，其栖息在开放的湖泊、沼泽等湿地环境中，食性为杂食性，主要食物来源是水生植物。

## 分布
北美洲东北部；冬季到巴哈马和墨西哥湾沿岸。